# Flop Goes the Weasel
Pour plus de détails, voir Fiche technique et Distribution.
Flop Goes the Weasel est un dessin animé américain de la série Merrie Melodies, réalisé par Chuck Jones sur un scénario de Tedd Pierce, et sorti en 1943. 

## Résumé
Une mère poule tente d'attraper un ver pour qu'elle soit bientôt bébé. En dehors, une belette vole l'œuf, le voulant pour le petit-déjeuner. Malheureusement, l'œuf éclot et il confond la belette avec sa mère. La fouine veut manger le poussin, mais elle l'a déjoué à chaque fois. Pendant les 3 dernières minutes du film, la belette éternue constamment car le poussin a mis du poivre dans son nez. Il retourne chez sa mère biologique, qui a découvert qu'il avait battu la belette.

## Fiche
- Réalisation : Chuck Jones
- Scénario : Tedd Pierce
- Production : Leon Schlesinger Studios
- Musique originale : Carl W. Stalling
- Montage et technicien du son : Treg Brown (non crédité)
- Durée : 8 minutes
- Pays : États-Unis
- Langue : anglais
- Distribution : 1943 : Warner Bros. Pictures
- Format : 1,37 :1 Technicolor Mono
- Date de sortie : 
  - États-Unis : 20 mars 1943

## Voix
- Mel Blanc :

## Animateurs
- Robert Cannon
- Virgil Ross (non crédité)
- Charles McKimson (non crédité)
- John Didrik Johnsen (décors) (non crédité)

## Musique
- Carl W. Stalling, directeur de la musique
- Milt Franklyn, orchestration (non crédité)